# Discografia de Sam Smith
A discografia de Sam Smith, artista musical do Reino Unido, consiste em três álbuns de estúdios, um álbum de remisturas, um extended play, vinte e nove singles (incluindo oito como artista convidado), três singles promocionais e vinte e cinco videoclipes (incluindo seis como artista convidado). Ganhou destaque quando colaborou com os vocais na faixa "Latch" (2012), gravada pela dupla Disclosure. O tema alcançou o terceiro lugar da principal tabela do Reino Unido, além de distribuir cerca de 3 milhões de unidades nos Estados Unidos. No ano seguinte, participou de um dueto bem-sucedido em "La La La", com Naughty Boy.
Em 2013, assinou um contrato com a gravadora Capitol Records e lançou seu primeiro extended play (EP), Nirvana. Seu álbum de estreia, In the Lonely Hour, chegou às lojas de discos em 26 de maio de 2014. Sucesso instantâneo, estreou na primeira posição do Reino Unido e convertendo-se como o segundo projeto mais vendido do ano no país. Certificado como disco de platina óctupla pela British Phonographic Industry (BPI), estima-se que tenha comercializado pouco mais de 2.6 milhões de cópias em território britânico. Nos Estados Unidos, teve como melhor posição o segundo lugar da Billboard 200 e distribuiu cerca de 4.4 milhões de exemplares no país. "Stay with Me" e "I'm Not the Only One" foram algumas das faixas de sucesso presentes no disco; esta primeira ocupou o topo das tabelas musicais em mais de dez países, incluindo o Canadá e Reino Unido. Na Billboard Hot 100 — principal gráfico dos Estados Unidos —, alcançou a segunda colocação e vendeu cerca de 8 milhões de cópias em território norte-americano. Além disso, rendeu ao artista o Grammy Award de Gravação do Ano e Canção do Ano.
Em setembro de 2015, Smith gravou a faixa "Writing's on the Wall", presente como tema do filme Spectre de James Bond. Posicionando-se entre as cinco mais vendidas em mais de dez países, a canção comercializou 626 mil cópias apenas em território britânico e foi honrada com o Oscar de Melhor Canção Original. O segundo projeto de inéditas do artista, The Thrill of It All, foi disponibilizado em 3 de novembro de 2017. Em sua primeira semana de vendas nos Estados Unidos, teve mais de 237 mil unidades vendidas, estreando na liderança da Billboard 200, convertendo-se como a melhor estreia de sua carreira no país. Em 2018, foi estimado que o álbum teria vendido cerca de 4 milhões de exemplares em todo o mundo. A primeira obra de promoção do disco, "Too Good at Goodbyes", foi bem recebida comercialmente e ficou entre as cinco mais vendidas em mais de vinte países; no Reino Unido, converteu-se como a sétima faixa do cantor à ocupar o primeiro lugar da UK Singles Chart. Em outubro de 2021, foi disponibilizado seu terceiro disco de inéditas, intitulado Love Goes.

## Álbuns

### Álbuns de estúdio
| In the Lonely Hour - Lançamento: 26 de maio de 2014 - Gravadora(s): Capitol Records - Formato(s): CD, vinil, download digital      | 17 | 1 | 5 | 2 | 2 | 9  | 2 | 3 | 1 | 3 | - : 15.800.000 - : 157.000 - : 4.400.000 - : 2.692.481 | - BVMI: Ouro - ARIA: 5× Platina - PMB: Ouro - MC: 2× Platina - RIAA: 5× Platina - SNEP: Platina - FIMI: Ouro - NVPI: Platina - RMNZ: 4× Platina - BPI: 8× Platina |
| The Thrill of It All - Lançamento: 3 de novembro de 2017 - Gravadora(s): Capitol Records - Formato(s): CD, vinil, download digital | 8  | 2 | 1 | 1 | 1 | 15 | 1 | 1 | 1 | 3 | - : 4.000.000 - : 755.383                              | - ARIA: Platina - MC: Platina - RIAA: Platina - SNEP: Ouro - RMNZ: 2× Platina - FIMI: Ouro - NVPI: Platina - BPI: 2× Platina                                      |
| Love Goes - Lançamento: 30 de outubro de 2020 - Gravadora(s): Capitol Records - Formato(s): CD, vinil, download digital            | 11 | 3 | 5 | 3 | 5 | 29 | 4 | 6 | 2 | 6 | - : 121.021                                            | - ARIA: Ouro - RMNZ: Ouro - BPI: Ouro |
| "—" indica uma obra que não entrou na tabela musical correspondente.                                                               |    |   |   |   |   |    |   |   |   |   |                                                        | |

### Álbuns de remisturas
| Detalhes                                                    |
| ----------------------------------------------------------- |
| The Lost Tapes – Remixed - Formato(s): CD, download digital |

### Extended plays(EP)
| Nirvana - Lançamento: 4 de outubro de 2013 - Gravadora(s): Capitol Records - Formato(s): Vinil, download digital | 126 |

## Singles

### Como artista principal
| Ano                                                                  | Canção                                   | Melhores posições | Melhores posições | Melhores posições | Melhores posições | Melhores posições | Melhores posições | Melhores posições | Melhores posições | Melhores posições | Melhores posições | Melhores posições | Certificações | Álbum                |
| Ano                                                                  | Canção                                   | ALE               | AUS               | AUT               | CAN               | EUA               | FRA               | IRL               | NZ                | PB                | RU                | SUÍ               | Certificações | Álbum                |
| -------------------------------------------------------------------- | ---------------------------------------- | ----------------- | ----------------- | ----------------- | ----------------- | ----------------- | ----------------- | ----------------- | ----------------- | ----------------- | ----------------- | ----------------- | --- | -------------------- |
| 2013                                                                 | "Lay Me Down"                            | —                 | 3                 | —                 | 10                | 8                 | 107               | 14                | 2                 | 52                | 15                | 44                | - ARIA: 5× Platina - RIAA: 5× Platina - FIMI: Ouro - RMNZ: Platina - BPI: Platina                                                                             | In the Lonely Hour   |
| 2014                                                                 | "Money on My Mind"                       | 11                | 51                | 11                | —                 | —                 | 31                | 4                 | 12                | 33                | 1                 | 17                | - BVMI: Ouro - FIMI: Platina - RIAA: Platina - NVPI: 2× Platina - BPI: Platina                                                                                | In the Lonely Hour   |
| 2014                                                                 | "Stay with Me"                           | 11                | 5                 | 3                 | 1                 | 2                 | 6                 | 1                 | 1                 | 3                 | 1                 | 6                 | - BVMI: 3× Ouro - ARIA: 10× Platina - MC: 4× Platina - RIAA: Diamante - FIMI: 4× Platina - RIAJ: Ouro - RMNZ: 3× Platina - NVPI: 3× Platina - BPI: 4× Platina | In the Lonely Hour   |
| 2014                                                                 | "I'm Not the Only One"                   | 39                | 11                | 15                | 2                 | 5                 | 13                | 6                 | 3                 | 3                 | 3                 | 12                | - BVMI: Ouro - ARIA: 2× Platina - MC: 2× Platina - RIAA: 7× Platina - FIMI: 2× Platina - RMNZ: 2× Platina - NVPI: Ouro - BPI: 2× Platina                      | In the Lonely Hour   |
| 2014                                                                 | "Like I Can"                             | 45                | 20                | 18                | 53                | 99                | —                 | 11                | 19                | 22                | 9                 | —                 | - ARIA: Platina - RIAA: Platina - FIMI: Ouro - RMNZ: Ouro - BPI: Platina                                                                                      | In the Lonely Hour   |
| 2014                                                                 | "Have Yourself a Merry Little Christmas" | 41                | 47                | 48                | 66                | 90                | —                 | 46                | —                 | 30                | 65                | 38                | - RIAA: Ouro - BPI: Prata | —                    |
| 2015                                                                 | "Lay Me Down" (com John Legend)          | —                 | —                 | —                 | —                 | —                 | —                 | 4                 | —                 | —                 | 1                 | —                 | - BPI: Platina | —                    |
| 2015                                                                 | "Writing's on the Wall"                  | 17                | 43                | 11                | 43                | 71                | 5                 | 9                 | —                 | 32                | 1                 | 5                 | - RIAA: Platina - FIMI: Ouro - BPI: Platina | —                    |
| 2017                                                                 | "Too Good at Goodbyes"                   | 18                | 1                 | 12                | 2                 | 4                 | 19                | 2                 | 1                 | 3                 | 1                 | 5                 | - ARIA: 6× Platina - PMB: Diamante - MC: 5× Platina - RIAA: 6× Platina - SNEP: Platina - FIMI: 2× Platina - RMNZ: Platina - AFP: Platina - BPI: 2× Platina    | The Thrill of It All |
| 2017                                                                 | "One Last Song"                          | —                 | —                 | —                 | 66                | —                 | —                 | 36                | —                 | 89                | 27                | —                 | - ARIA: Ouro - RIAA: Ouro - BPI: Prata | The Thrill of It All |
| 2018                                                                 | "Pray"                                   | —                 | 41                | 71                | 44                | 55                | —                 | 29                | 32                | 47                | 26                | 27                | - ARIA: Ouro - PMB: Ouro - MC: Ouro - RIAA: Platina - BPI: Prata                                                                                              | The Thrill of It All |
| 2018                                                                 | "Baby, You Make Me Crazy"                | —                 | —                 | —                 | —                 | —                 | —                 | 87                | —                 | —                 | —                 | —                 | | The Thrill of It All |
| 2018                                                                 | "Promises" (com Calvin Harris)           | 2                 | 4                 | 6                 | 15                | 65                | 12                | 1                 | 7                 | 4                 | 1                 | 3                 | - BVMI: Ouro - ARIA: 4× Platina - MC: Platina - RIAA: Platina - SNEP: Diamante - FIMI: 2× Platina - RMNZ: Platina - BPI: 2× Platina                           | Love Goes            |
| 2018                                                                 | "Fire on Fire"                           | —                 | —                 | —                 | —                 | —                 | —                 | 38                | —                 | 56                | 63                | 35                | - RIAA: Ouro - BPI: Prata | Love Goes            |
| 2019                                                                 | "Dancing with a Stranger" (com Normani)  | 37                | 6                 | 38                | 8                 | 7                 | 37                | 4                 | 7                 | 19                | 3                 | 17                | - Alemanha BVMI: Ouro - ARIA: 5× Platina - MC: 4× Platina - RIAA: 4× Platina - SNEP: Platina - FIMI: Ouro - RMNZ: Platina - AFP: Platina - BPI: 2× Platina    | Love Goes            |
| 2019                                                                 | "How Do You Sleep?"                      | 43                | 10                | 40                | 16                | 24                | 119               | 4                 | 5                 | 17                | 7                 | 26                | - ARIA: 3× Platina - MC: 2× Platina - RIAA: 2× Platina - FIMI: Ouro - RMNZ: Ouro - AFP: Platina - BPI: Platina                                                | Love Goes            |
| 2020                                                                 | "To Die For"                             | 90                | 15                | —                 | 56                | 46                | —                 | 21                | 34                | 75                | 18                | 42                | - ARIA: Platina - RIAA: Ouro - MC: Ouro - BPI: Prata | Love Goes            |
| 2020                                                                 | "I'm Ready" (com Demi Lovato)            | 66                | 25                | 56                | 30                | 36                | 196               | 13                | 28                | 48                | 20                | 35                | - MC: Ouro - RIAA: Ouro | Love Goes            |
| 2020                                                                 | "My Oasis" (com Burna Boy)               | —                 | 84                | —                 | 70                | —                 | —                 | 43                | —                 | —                 | 43                | 52                | | Love Goes            |
| 2020                                                                 | "Diamonds"                               | 69                | 33                | —                 | 19                | 39                | 89                | 19                | 39                | 44                | 11                | 31                | - MC: Platina - RIAA: Ouro - FIMI: Ouro - BPI: Prata | Love Goes            |
| 2020                                                                 | "Kids Again"                             | —                 | —                 | —                 | —                 | —                 | —                 | 73                | —                 | —                 | 89                | —                 | | Love Goes            |
| "—" indica uma obra que não entrou na tabela musical correspondente. |                                          |                   |                   |                   |                   |                   |                   |                   |                   |                   |                   |                   | |                      |

### Como artista convidado
| Ano                                                                  | Canção                                           | Melhores posições | Melhores posições | Melhores posições | Melhores posições | Melhores posições | Melhores posições | Melhores posições | Melhores posições | Melhores posições | Melhores posições | Melhores posições | Certificações | Álbum        |
| Ano                                                                  | Canção                                           | ALE               | AUS               | AUT               | CAN               | EUA               | FRA               | IRL               | NZ                | PB                | RU                | SUÍ               | Certificações | Álbum        |
| -------------------------------------------------------------------- | ------------------------------------------------ | ----------------- | ----------------- | ----------------- | ----------------- | ----------------- | ----------------- | ----------------- | ----------------- | ----------------- | ----------------- | ----------------- | --- | ------------ |
| 2012                                                                 | "Latch" (com Disclosure)                         | —                 | 47                | —                 | 6                 | 7                 | 8                 | 35                | 39                | 60                | 11                | —                 | - ARIA: Platina - MC: 2× Platina - RIAA: 3× Platina - FIMI: 2× Platina - RMNZ: Ouro - BPI: 2× Platina                 | Settle       |
| 2013                                                                 | "La La La" (com Naughty Boy)                     | 2                 | 5                 | 3                 | 43                | 19                | 6                 | 3                 | 5                 | 4                 | 1                 | 2                 | - BVMI: 3× Ouro - ARIA: 2× Platina - MC: Ouro - RIAA: 2× Platina - FIMI: 2× Platina - RMNZ: Platina - BPI: 2× Platina | Hotel Cabana |
| 2014                                                                 | "When It's Alright" (com Juun)                   | 74                | —                 | —                 | —                 | —                 | —                 | —                 | —                 | —                 | —                 | —                 | | —            |
| 2014                                                                 | "God Only Knows" (com BBC Music)                 | —                 | —                 | —                 | —                 | —                 | —                 | 77                | —                 | —                 | 20                | —                 | | —            |
| 2014                                                                 | "Do They Know It's Christmas?" (com Band Aid 30) | 2                 | 3                 | 5                 | 8                 | 63                | 25                | 1                 | 2                 | 4                 | 1                 | 5                 | - BPI: Ouro | —            |
| 2015                                                                 | "Moments" (com Freddy Verano)                    | —                 | —                 | —                 | —                 | —                 | —                 | —                 | —                 | —                 | —                 | —                 | | —            |
| 2015                                                                 | "Omen" (com Disclosure)                          | 74                | 29                | 74                | 43                | 64                | 66                | 29                | 8                 | 27                | 13                | 50                | - RIAA: Ouro - FIMI: Ouro - RMNZ: Platina - BPI: Ouro                                                                 | Caracal      |
| 2018                                                                 | "Party of One" (com Brandi Carlile)              | —                 | —                 | —                 | —                 | —                 | —                 | —                 | —                 | —                 | —                 | —                 | | —            |
| "—" indica uma obra que não entrou na tabela musical correspondente. |                                                  |                   |                   |                   |                   |                   |                   |                   |                   |                   |                   |                   | |              |

### Promocionais
| Ano                                                                  | Canção             | Melhores posições | Melhores posições | Melhores posições | Melhores posições | Melhores posições | Melhores posições | Melhores posições | Melhores posições | Melhores posições | Certificações        | Álbum                |
| Ano                                                                  | Canção             | AUS               | CAN               | EUA               | FRA               | IRL               | NZ                | PB                | RU                | SUÍ               | Certificações        | Álbum                |
| -------------------------------------------------------------------- | ------------------ | ----------------- | ----------------- | ----------------- | ----------------- | ----------------- | ----------------- | ----------------- | ----------------- | ----------------- | -------------------- | -------------------- |
| 2013                                                                 | "Latch (acoustic)" | —                 | —                 | —                 | —                 | —                 | —                 | 86                | 192               | —                 | - : Platina - : Ouro | Nirvana              |
| 2017                                                                 | "Burning"          | 75                | 63                | —                 | 129               | 56                | —                 | 81                | 63                | 52                |                      | The Thrill of It All |
| 2019                                                                 | "I Feel Love"      | —                 | —                 | —                 | —                 | 78                | —                 | —                 | 76                | —                 |                      | —                    |
| "—" indica uma obra que não entrou na tabela musical correspondente. |                    |                   |                   |                   |                   |                   |                   |                   |                   |                   |                      |                      |

## Outras canções
| Ano                                                                  | Canção                 | Melhores posições | Melhores posições | Melhores posições | Melhores posições | Melhores posições | Certificações             | Álbum                |
| Ano                                                                  | Canção                 | CAN               | EUA               | IRL               | RU                | SUÉ               | Certificações             | Álbum                |
| -------------------------------------------------------------------- | ---------------------- | ----------------- | ----------------- | ----------------- | ----------------- | ----------------- | ------------------------- | -------------------- |
| 2013                                                                 | "Safe with Me"         | —                 | —                 | —                 | 86                | —                 |                           | Nirvana              |
| 2013                                                                 | "Nirvana"              | —                 | —                 | —                 | 82                | —                 | - RIAA: Ouro              | Nirvana              |
| 2014                                                                 | "Leave Your Love"      | 57                | 92                | —                 | 109               | —                 | - RIAA: Ouro - BPI: Prata | In the Lonely Hour   |
| 2014                                                                 | "Life Support"         | —                 | —                 | —                 | —                 | —                 | - RIAA: Ouro              | In the Lonely Hour   |
| 2014                                                                 | "Make It to Me"        | —                 | —                 | —                 | 193               | —                 | - RIAA: Ouro - BPI: Prata | In the Lonely Hour   |
| 2014                                                                 | "Not in That Way"      | —                 | —                 | —                 | —                 | —                 | - RIAA: Ouro              | In the Lonely Hour   |
| 2015                                                                 | "Drowning Shadows"     | —                 | —                 | —                 | 108               | —                 |                           | In the Lonely Hour   |
| 2016                                                                 | "How Will I Know"      | —                 | —                 | —                 | 116               | —                 |                           | In the Lonely Hour   |
| 2017                                                                 | "Say It First"         | 88                | —                 | 63                | —                 | 66                |                           | The Thrill of It All |
| 2017                                                                 | "No Peace" (com Yebba) | 100               | —                 | 77                | —                 | 83                |                           | The Thrill of It All |
| 2017                                                                 | "Him"                  | —                 | —                 | 73                | —                 | 84                |                           | The Thrill of It All |
| 2017                                                                 | "Midnight Train"       | —                 | —                 | 75                | —                 | 88                |                           | The Thrill of It All |
| 2017                                                                 | "Nothing Left to You"  | —                 | —                 | 97                | —                 | —                 |                           | The Thrill of It All |
| 2017                                                                 | "Palace"               | —                 | —                 | —                 | —                 | —                 | - RIAA: Ouro              | The Thrill of It All |
| "—" indica uma obra que não entrou na tabela musical correspondente. |                        |                   |                   |                   |                   |                   |                           |                      |

## Créditos de composição
| Ano  | Título                      | Artista       | Álbum               | Ref.   |
| ---- | --------------------------- | ------------- | ------------------- | ------ |
| 2014 | "Therapy"                   | Mary J. Blige | The London Sessions | [ 73 ] |
| 2014 | "Not Loving You"            | Mary J. Blige | The London Sessions | [ 74 ] |
| 2014 | "Right Now"                 | Mary J. Blige | The London Sessions | [ 75 ] |
| 2014 | "Nobody But You"            | Mary J. Blige | The London Sessions | [ 76 ] |
| 2015 | "Flashlight"                | Jessie J      | Pitch Perfect 2     | [ 77 ] |
| 2019 | "Freak"                     | Avicii        | Tim                 | [ 78 ] |
| 2019 | "For the Lover That I Lost" | Céline Dion   | Courage             | [ 79 ] |

## Vídeos musicais
| Ano                    | Título                                           | Diretor                  | Ref.                   |
| Como artista principal | Como artista principal                           | Como artista principal   | Como artista principal |
| ---------------------- | ------------------------------------------------ | ------------------------ | ---------------------- |
| 2014                   | "Money on My Mind"                               | Jamie Thraves            | [ 80 ]                 |
| 2014                   | "Stay With Me"                                   | Jamie Thraves            | [ 81 ]                 |
| 2014                   | "Leave Your Lover"                               | Luke Monaghan            | [ 82 ]                 |
| 2014                   | "I'm Not the Only One"                           | Luke Monaghan            | [ 83 ]                 |
| 2014                   | "Restart"                                        | Michael Holyk            | [ 84 ]                 |
| 2014                   | "Have Yourself a Merry Little Christmas"         | Natalie Johns            | [ 85 ]                 |
| 2014                   | "Like I Can"                                     | Sophie Muller            | [ 86 ]                 |
| 2015                   | "Lay Me Down"                                    | Ryan Hope                | [ 87 ]                 |
| 2015                   | "Writing's on the Wall"                          | Luke Monaghan            | [ 88 ]                 |
| 2017                   | "Too Good at Goodbyes"                           | Luke Monaghan            | [ 89 ]                 |
| 2017                   | "One Last Song"                                  | Joe Connor               | [ 90 ]                 |
| 2018                   | "Pray"                                           | Joe Connor               | [ 91 ]                 |
| 2018                   | "Promises" (com Calvin Harris)                   | Emil Nava                | [ 92 ]                 |
| 2018                   | "Fire on Fire"                                   | Noam Murro               | [ 93 ]                 |
| 2019                   | "Dancing with a Stranger" (com Normani)          | Vaughan Arnell           | [ 94 ]                 |
| 2019                   | "How Do You Sleep?"                              | Grant Singer             | [ 95 ]                 |
| 2020                   | "To Die For"                                     | Grant Singer             | [ 96 ]                 |
| 2020                   | "I'm Ready" (com Demi Lovato)                    | Jora Frantzis            | [ 97 ]                 |
| 2020                   | "Diamonds"                                       | Luke Monaghan            | [ 98 ]                 |
| 2020                   | "Kids Again"                                     | Alasdair McLellan        | [ 99 ]                 |
| Como artista convidado |                                                  |                          |                        |
| 2012                   | "Latch" (com Disclosure)                         | Ross McDowell Ben Murray | [ 100 ]                |
| 2013                   | "La La La" (com Naughty Boy)                     | Ian Pons Jewell          | [ 101 ]                |
| 2014                   | "God Only Knows" (com BBC Music)                 | François Rousselet       | [ 102 ]                |
| 2014                   | "Do They Know It's Christmas?" (com Band Aid 30) | Andy Morahan             | [ 103 ]                |
| 2015                   | "Omen" (com Disclosure)                          | Ryan Hope                | [ 104 ]                |
| 2018                   | "Promises" (com Calvin Harris)                   | Emil Nava                | [ 105 ]                |